# Anolis uniformis
Espèce
Synonymes
- Norops uniformis (Cope, 1885)
- Anolis ruthveni Stuart, 1935

Anolis uniformis est une espèce de sauriens de la famille des Dactyloidae.

## Répartition
Cette espèce se rencontre au Veracruz, au Tabasco, au Yucatán au Chiapas au Mexique, au Guatemala, au Belize et au Honduras.

## Publication originale
- Cope, 1885 : A contribution to the herpetology of Mexico. Proceedings of the American Philosophical Society, vol. 22, p. 379-404 (texte intégral).